# Журавлёв, Юрий Иванович (математик)
Ю́рий Ива́нович Журавлёв (14 января 1935, Воронеж — 14 января 2022, Москва) — советский и российский математик, доктор физико-математических наук (1965), академик РАН (1992), председатель секции «Прикладная математика и информатика» Отделения математических наук РАН, заместитель директора ВЦ РАН по научной работе, заслуженный профессор МГУ им. М. В. Ломоносова, создатель и главный редактор Международного научного журнала «Pattern Recognition and Image Analysis», председатель Экспертного совета по присуждению учёных степеней и званий в области управления, вычислительной техники и информатики ВАК России, иностранный член Испанской королевской академии (1993), Национальной академии наук Украины, Европейской академии наук, член экспертной комиссии РСОШ по математике. Награждён 8 орденами и медалями СССР и России и Кавалерским крестом Ордена Почёта Республики Польша. Лауреат Ленинской премии (1966), Премии Совета Министров СССР (1989) и Ломоносовской премии I степени (2003).
Ю. И. Журавлёв создал новые направления в науке, такие как теория локальных алгоритмов оптимизации, алгоритмы вычисления оценок, алгебраическая теория алгоритмов. Его исследования во многих областях прикладной математики и информатики стали классическими и определяют основные направления исследований в дискретной математике, теории распознавания и прогнозирования.

## Область научных интересов
- математическая кибернетика и теоретическая информатика;
- дискретный анализ;
- теория локальных алгоритмов обработки информации;
- методы прогнозирования и распознавания;
- разработка математических методов принятия решений на основе неполной, противоречивой, разнородной информации.

## Биография
Юрий Иванович Журавлёв родился 14 января 1935 года в Воронеже. В 1952 году окончил мужскую среднюю школу города Фрунзе Киргизской ССР и поступил на мехмат МГУ им. М. В. Ломоносова.
Уже в 1953 году Юрий Иванович выполнил под руководством Алексея Андреевича Ляпунова свою первую серьёзную научную работу по проблеме минимизации не всюду определённых булевых функций (эта работа была опубликована в «Трудах МИАН» и за неё в 1955 году была присуждена 1-я премия на Всесоюзном конкурсе студенческих научных работ).
Решение проблемы поиска слов в конечном множестве с учётом особенностей его строения стало дипломной работой Юрия Ивановича, после защиты которой в 1957 году он поступил в аспирантуру МГУ к А. А. Ляпунову на кафедру академика Сергея Львовича Соболева.
Работая над практической задачей тестирования широкого класса технических устройств, Журавлёв создал специальный математический подход, который впоследствии породил большое число исследований многих отечественных и зарубежных учёных.
При изучении проблемы локальности в дискретных задачах, введя в рассмотрение задачи минимизации булевых функций исходно топологическое понятие окрестности, он получил ряд классических результатов, в частности — доказал теорему о локальной неразрешимости проблемы построения минимальной д.н.ф. Эти результаты составили его кандидатскую диссертацию, защищённую в конце 1959 года.
В 1959 году Юрий Иванович переехал в только что созданный Новосибирский Академгородок, где начал свою научную карьеру младшим научным сотрудником, став в 1961 году заведующим отделом и в 1966 году — заместителем директора по научной работе в Институте математики. Одновременно он преподавал на кафедре алгебры и математической логики Новосибирского университета, которую возглавлял академик А. И. Мальцев.
В Отделе теории вычислений Института математики СО АН СССР, который создал Юрий Иванович, проводились разработки по исследованию операций: по имитационному моделированию, нелинейному программированию, велись крупные прикладные исследования.
В этот период он получил несколько интересных результатов, среди которых необходимо отметить построение примера булевой функции с «патологически большим» числом тупиковых д.н.ф. (этот пример принципиально решил проблему, которой было посвящено целое направление исследований).
Самый же главный результат этого периода — общая теория локальных алгоритмов, в которой были объединены топологические принципы и теория алгоритмов. Эта теория стала содержанием докторской диссертации, которую Юрий Иванович защитил в 1965 году (одним из первых по специальности «Математическая кибернетика»). Оппонировали ему как специалисты по кибернетике — академик В. М. Глушков и члены-корреспонденты А. А. Ляпунов и О. Б. Лупанов, так и профессор-алгебраист А. Д. Тайманов (по просьбе академика А. И. Мальцева он провёл проверку чрезвычайно технически трудных исследований свойства мажоритарности). За полученные результаты в 1966 году Ю. И. Журавлёв (совместно с О. Б. Лупановым и членом-корреспондентом АН СССР С. В. Яблонским) был удостоен звания «Лауреат Ленинской премии» в области науки и техники.
С 1966 года началось совершенно новое направление в его научной деятельности — решение задач классификации или распознавания образов. Первой (совместно со специалистами-геофизиками Ф. П. Кренделёвым и А. Н. Дмитриевым) была решена задача анализа информации о месторождениях золота. Успешное использование для её решения тестового алгоритма привело в дальнейшем к возникновению целого направления в распознавании, основанного на широком применении методов дискретного анализа.
Юрий Иванович ввёл и исследовал ставшую классической модель алгоритмов вычисления оценок (АВО), в которой оказались объединены большинство известных на тот момент принципов и процедур распознавания. Изучению АВО с тех пор посвящены сотни научных работ, многие из которых выполнены учениками Ю. И. Журавлёва. В настоящее время АВО является весьма универсальным языком описания процедур распознавания, широко применяемым для решения прикладных задач и порождающим всё новые и новые теоретические исследования.
В 1969 году Журавлёв начал работу в Вычислительном центре АН СССР (ныне — ВЦ РАН). В ВЦ Юрий Иванович возглавил Лабораторию проблем распознавания, которая впоследствии преобразовалась в Отдел проблем распознавания и методов комбинаторного анализа и Отдел вычислительных методов прогнозирования. Отделом проблем распознавания Ю. И. Журавлёв руководит и сегодня, одновременно являясь заместителем директора ВЦ РАН по научной работе. С 1970 года он работал профессором МФТИ.
Учениками и сотрудниками Юрия Ивановича с тех пор решено множество прикладных задач в таких областях, как медицина, геология, социальное и экономическое прогнозирование и т. д., созданы программные комплексы и системы для поддержки принятия решений, распознавания, классификации и прогнозирования. При этом основой для прикладных работ всегда оказываются глубокие фундаментальные математические исследования, проводимые как в области распознавания, так и по дискретному анализу.
В 1976—1978 годах Юрий Иванович опубликовал цикл работ по ставшему вскоре знаменитым алгебраическому подходу к проблеме синтеза корректных алгоритмов. Эти работы определили современное состояние всей проблематики распознавания и многих смежных областей прикладной математики и информатики. Основная идея алгебраического подхода, восходящая к теории расширений Галуа, состояла в использовании для синтеза экстремальных по качеству алгоритмов алгебраических замыканий изначально эвристических моделей, то есть параметрических семейств алгоритмов. В работах этого периода Юрий Иванович на примерах линейных и полиномиальных расширений показал, что можно даже в явном виде строить экстремальные по качеству алгоритмы для решения очень широких классов плохо формализованных задач. При этом конструкции алгебраического подхода Ю. И. Журавлёвым и его учениками были обоснованы с позиций так называемой гипотезы компактности и гипотезы о вероятностной природе предметной области. Работы Юрия Ивановича этого периода, как и ранее работы по АВО, также породили поток продолжающихся и сегодня исследований, в большой степени определяющих признанное мировое лидерство научной школы Журавлёва в области математических методов распознавания.

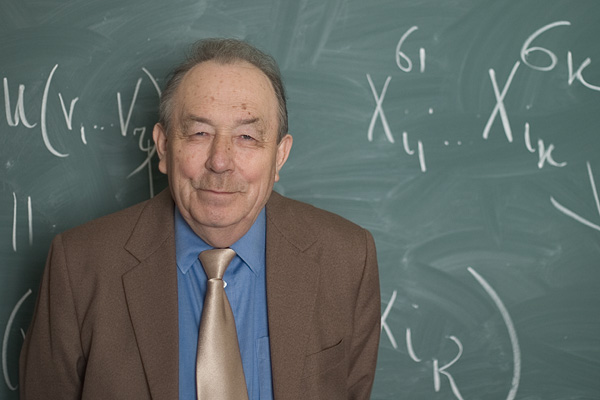

Наряду с работой в области распознавания, Юрий Иванович в 80-х годах (совместно с А. Ю. Коганом) получил важные результаты по решению «канонически трудных» задач дискретной математики, подтвердившие в очередной раз одну из его любимых мыслей о природе сложности: даже если «почти все» задачи некоторого класса имеют сложность, практически исключающую возможность их решения, это ещё далеко не означает, что нельзя эффективно решать конкретные реально встречающиеся задачи из этого класса.
В 1984 году Журавлёв избран членом-корреспондентом АН СССР, а в 1992 году — академиком РАН. В 1992 году Юрий Иванович стал академиком РАЕН. В 1989 году за цикл прикладных работ ему и ряду его учеников была присуждена Премия Совета Министров СССР.
Являясь выдающимся математиком, автором ряда научных направлений и результатов, Юрий Иванович всегда уделял и уделяет много времени и сил и научно-организационной деятельности. С 1989 года Ю. И. Журавлёв — член Исполкома IAPR (Международной Ассоциации по распознаванию образов), с 1990 года — член бюро Отделения информатики, вычислительной техники и автоматизации РАН, с 1991 года — главный редактор международного научного журнала «Pattern Recognition and Image Analysis».
В 1997 году он организовал и возглавил кафедру математических методов прогнозирования на факультете вычислительной математики и кибернетики МГУ имени М. В. Ломоносова.
В 1998 году стал Председателем Научного совета по комплексной проблеме «Кибернетика» при Президиуме РАН.
С 1965 года, когда Журавлёв выступил на Всемирном конгрессе IFIP в Нью-Йорке, и до последнего времени Юрий Иванович регулярно читал доклады и курсы лекций за рубежом. Так, им прочитаны курсы лекций в университетах США, Франции, Финляндии, Швеции, Австрии, Польши, Болгарии, ГДР и других стран. Эта работа в существенной степени обеспечила широкое международное признание советской науки в области дискретной математики и распознавании образов.
Скончался Ю. И. Журавлёв 14 января 2022 года. Похоронен на Троекуровском кладбище. на участке 35  рядом  с  женой  Журавлевой  Еленой Семеновной  (1939-2021) - заместителем директора Центра исторических исследований ИФПИ МосГУ, доктором исторических наук, профессором.

## Создание системы физматшкол и Советов молодых учёных в СССР
Одной из важных заслуг Юрия Ивановича Журавлёва является создание на территории СССР специализированных учебных заведений — школ-интернатов (физматшкол) для одарённых детей при крупных научных центрах (СУНЦ), а также разработка механизмов отбора в такие учебные заведения. Юрий Иванович Журавлёв и другие тогда ещё молодые учёные (из которых сам Юрий Иванович выделяет акад. Д. В. Ширкова), вместе с академиком Лаврентьевым и ведущими сотрудниками Новосибирского научного центра Академии наук СССР, предложили вести отбор талантливых школьников по всей стране во вновь созданные спецшколы через систему предметных олимпиад. Организационно олимпиады готовил и проводил Оргкомитет при Совете молодых учёных СО АН СССР, опираясь на молодых учёных и студентов Новосибирского государственного университета.
Помимо этого, Юрий Иванович Журавлёв является автором идеи Советов молодых учёных при научных и образовательных организациях в СССР и был избран первым председателем Совета молодых учёных СО АН СССР (ныне — Совет научной молодёжи СО РАН). Работа Юрия Ивановича на посту Председателя СМУ СО АН СССР получила высокую оценку как руководства Сибирского Отделения Академии наук СССР, так и руководства Советского Союза. В результате, Юрий Иванович Журавлёв предложил масштабировать идею системы Советов молодых учёных в масштабах всей страны.
Многие руководители научных институтов и отдельных научных подразделений (научных отделов и лабораторий) в СССР и РФ до своих назначений на должности активно участвовали в работе головного Совета молодых учёных СО АН СССР и Советов молодых учёных своих научных институтов.

## Научная школа
Ю. И. Журавлёв создал всемирно известную научную школу в области распознавания и прогнозирования. Среди его учеников более 100 кандидатов и 26 докторов наук, в том числе 4 академика РАН: В. Л. Матросов (1950—2015), А. Л. Семёнов, В. А. Сойфер, К. В. Рудаков (1954—2021). Многие ученики Ю. И. Журавлёва сами руководят научными школами в России и за рубежом.
Кубинский математик Хосе Руис Шульклоппер также считает себя учеником академика Ю. И. Журавлёва.

## Награды и премии
- Орден Трудового Красного Знамени
- Орден Дружбы народов
- Орден «За заслуги перед Отечеством» IV степени (1999) — за большой вклад в развитие отечественной науки, подготовку высококвалифицированных кадров и в связи с 275-летием Российской академии наук[5]
- Орден «За заслуги перед Отечеством» III степени
- Ленинская премия (1966)
- Премия Совета Министров СССР (1989)
- Заслуженный профессор МФТИ (2004)[6]

## Публикации

### Статьи
1. Об отделимости подмножеств вершин n-мерного единичного куба, Труды математического института им. В. А. Стеклова. — 1958. — Т. LI. — С. 143—157.
2. Теоретико-множественные методы в алгебре логики, Проблемы кибернетики. — 1962. — Т. 8. — С. 5-44.
3. Экстремальные задачи, возникающие при обосновании эвристических процедур, Проблемы прикладной математики и механики. — М.: Наука, 1971. — С. 67-74.
4. Непараметрические задачи распознавания образов, Кибернетика. — 1976. — N° 6.
5. Экстремальные алгоритмы в математических моделях для задач распознавания и классификации, Доклады АН СССР. Математика. — 1976. — Т. 231, N° 3.
6. Корректные алгебры над множествами некорректных (эвристических) алгоритмов. Часть I, Кибернетика. — 1977. — N° 4. — С. 5-17.
7. Корректные алгебры над множествами некорректных (эвристических) алгоритмов. Часть II, Кибернетика. — 1977. — N° 6. — С. 21-27.
8. Корректные алгебры над множествами некорректных (эвристических) алгоритмов. Часть III, Кибернетика. — 1978. — N° 2. — С. 35-43.
9. Об алгебраическом подходе к решению задач распознавания или классификации, Проблемы кибернетики. — 1978. — Т. 33. — С. 5-68.
10. Об алгебраических методах в задачах распознавания и классификации, Распознавание, классификация, прогноз. — 1988. — Т. 1. — С. 9-16.
11. Об алгоритмах распознавания с представительными наборами (о логических алгоритмах), ЖВМиМФ. — 2002. — Т. 42, N° 9. — С. 1425—1435.
12. Распознавание образов и распознавание изображений, Распознавание, классификация, прогноз. — 1989. — Т. 2. — С. 5-73. (совм. с И. Б. Гуревичем)
13. Алгоритмы распознавания, основанные на вычислении оценок, Кибернетика. — 1971. — N° 3. (совм. с В. В. Никифоровым)
14. Об алгебраической коррекции процедур обработки (преобразования) информации, Проблемы прикладной математики и информатики. — 1987. — С. 187—198. (совм. с К. В. Рудаковым)

### Учебные пособия
1. Журавлёв Ю. И., Флёров Ю. А. Дискретный анализ. Ч. 1. Долгопрудный: МФТИ, 1999 г. 136 с., ISBN 5-7417-0108-6
2. Журавлёв Ю. И., Рязанов В. В., Сенько О. В. Распознавание. Математические методы. Программная система. Практические применения. М.: Фазис, 2006. 147 с. ISBN 5-7036-0108-8.
3. Журавлёв Ю. И., Флёров Ю. А., Вялый М. Н. Дискретный анализ. Основы высшей алгебры. М.: МЗ-Пресс, 2006 г. (208 с., ISBN 5-94073-097-3) и 2007 г. (2-е изд., испр. и доп., 224 с.).
4. Журавлёв Ю. И., Флёров Ю. А., Вялый М. Н. Дискретный анализ. Формальные системы и алгоритмы. М.: МЗ-Пресс, 2010 г. 336 с. ISBN 978-5-86567-092-1.
5. Дискретный анализ. Комбинаторика. Алгебра логики. Теория графов: учеб. пособие для студ. вузов по направл. «Прикладные математика и физика» / Ю. И. Журавлёв, Ю. А. Флёров, О. С. Федько. — Москва: МФТИ, 2012. — 248 с. : ил., табл.; 21 см; ISBN 978-5-7417-0423-3
6. Журавлёв Ю. И., Флёров Ю. А., Вялый М. Н. Основы высшей алгебры и теории кодирования. — М.: ФУПМ МФТИ, 2019. — С. 144. — 305 с.